# Дэскэлеску, Константин
Константи́н Дэскэле́ску (рум. Constantin Dăscălescu; 2 июля 1923, Бряза, Прахова, Румыния — 15 мая 2003, Бухарест, Румыния) — румынский государственный деятель, премьер-министр Румынии в 1982—1989, член Политисполкома ЦК РКП. Последний глава правительства социалистической Румынии при правлении Николае Чаушеску. После Румынской революции осуждён на пожизненное заключение, однако через несколько лет освобождён по состоянию здоровья.

## Происхождение
Родился в многодетной семье рабочего-нефтяника. Его отец Николае Дэскэлеску неплохо зарабатывал, содержал семью в достатке, состоял в Национал-цэрэнистской партии, одно время занимал должность примара. По коммунистическим понятиям, семья относилась к категории «мелкобуржуазных». Ион Дэскэлеску, брат Константина, симпатизировал Железной гвардии.
Окончив в 1937 начальную школу, поступил в промышленно-техническое училище Брязы. Получил специальность токаря. С 1941 работал на нефтеперерабатывающем заводе в Кымпине. Прошёл срочную службу в армии. Интереса к политике не проявлял, никакого отношения к коммунистическому подполью не имел.

## В партийном аппарате
В 1945 вступил в пришедшую к власти Румынскую коммунистическую партию (РКП), причём характеризовал себя как «убеждённого коммуниста рабочей закваски». В 1947 переведён в профсоюзный аппарат. В 1949 прошёл курс партийной школы в Плоешти.
В 1951 был назначен директором партшколы. С 1952 по 1956 — кандидат в члены ЦК Румынской рабочей партии (тогдашнее название РКП). В 1956—1959 — секретарь плоештинского парткомитета по организационным, затем по экономическим вопросам.
В этот период произошёл казус, поставивший под угрозу его дальнейшую карьеру: была обнаружена фотография начала 1940-х, на которой он был запечатлён в хоровом пении «националистических» гимнов. Дэскэлеску вынужден был оправдываться, уверять, что «по молодости и политической неопытности не понимал фашистского характера происходящего». Учитывая давность эпизода и дальнейшую безупречную репутацию, партийное начальство приняло эти объяснения.
В 1962 окончил в Москве Высшую партийную школу при ЦК КПСС. Возвратившись в Румынию, до 1965 занимал пост первого секретаря комитета РКП в жудеце Галац (в этот период, по имеющимся сведениям, поддерживал регулярные контакты с представителями КГБ и ГРУ). С 1965 — член ЦК РКП и Великого национального собрания.
Его резкий карьерный взлёт произошёл в 1969. Он активно поддержал Николае Чаушеску в конфликте с Георге Апостолом и был за это приближен к генеральному секретарю ЦК РКП.
С 1974 — начальник организационного департамента ЦК, с июня 1976 — секретарь ЦК (до мая 1978), с марта 1978 — член Политисполкома ЦК, с ноября 1979 — член постоянного бюро Политисполкома. Это означало членство в высших органах партийно-государственной власти. В 1972—1975 состоял также в Госсовете СРР. Возглавлял также Союз сельскохозяйственных кооперативов (1976–1978), правительственный Совет по социально-экономической организации (1978–1982) и был первым заместителем председателя Высшего совета по экономическому и социальному развитию (1982–1989).
В 1973 получил диплом Экономической академии Бухареста.
Был награждён рядом орденов и медалей, удостоен почётных званий РНР/СРР.

## Глава правительства
Одним из партийных заданий, полученных Дэскэлеску в 1981, стало зачитывание письма Чаушеску в Союзе писателей. Это снова привлекло к нему благосклонное внимание генсека. Результатом стал очередной карьерный взлёт.
21 мая 1982 сменил Илие Вердеца на посту премьер-министра правительства СРР. Назначение было мотивировано недовольством, которое правящая чета Чаушеску стала испытывать к чересчур амбициозному Вердецу. Елена Чаушеску, выдвинувшая Дэскэлеску на премьерский пост, характеризовала его как более послушного и менее размышляющего исполнителя. При этом отмечалась готовность Дэскэлеску выполнять директивы с жёсткостью и грубостью (по образному выражению Елены Чаушеску, «хлестать коня плетью»). От нового премьер-министра не ожидалось возражений, вроде тех, что выдвигал Вердец касательно социальной политики (например, ограничения производства хлебобулочных изделий) — и этого действительно не случалось.
Премьерская должность, наряду с членством в Политисполкоме ЦК РКП, формально сделала его одним из высших руководителей государства. Однако его реальный управленческий вес и политическое влияние были не очень значительны. Партийно-государственная власть сосредоточилась в руках Николае Чаушеску и узкого круга его приближённых, укомплектованного на «неформальной» основе — жены Елены, сына Нику, первого вице-премьера и военного советника Иона Динкэ, шефа Секуритате и министра внутренних дел Тудора Постелнику, секретаря ЦК по оргвопросам Эмиля Бобу, члена Политисполкома Мани Мэнеску, генерала Секуритате Эмиля Макри.
Функции Дэскэлеску сводились в основном к формальному утверждению принятых решений и церемониальному представительству. Кроме того, премьер-министр готовил проекты финансовой политики, в частности, расчётов по внешнему долгу. Но в то же время, формально занимаемое положение возлагало на Дэскэлеску значительную долю ответственности за политику Чаушеску, прежде всего экономическую. В массовом восприятии Дэскэлеску ассоциировался с бедностью и нищетой, нехваткой продовольствия и топлива, отключениями электричества.
В начале декабря 1989 сопровождал Николае Чаушеску на переговорах с М. С. Горбачёвым и Н. И. Рыжковым. Румынский премьер полностью поддержал жёсткую позицию генсека, категорически отвергавшего перестроечные новации. Вопрос о переходе к советско-румынским внешнеторговым расчётам в СКВ не удалось согласовать и пришлось отложить рассмотрение. Вернувшись в Румынию, Дэскэлеску помогал Чаушеску снимать стресс на охоте.
Характеризовался как «самый послушный премьер», «аппаратчик, а не политик». Николае Чаушеску не видел большого смысла в контактах с ним, поэтому премьер считался «человеком Елены». Главная задача Дэскэлеску заключалась в том, чтобы «выполнять, а по возможности предвидеть её желания». Силвиу Брукан назвал Дэскэлеску воплощением сервильности в политике.

## Революция и падение

### В Тимишоаре
16 декабря 1989 в Тимишоаре началась антикоммунистическая Румынская революция. Произошли столкновения протестующих с Секуритате, погибли десятки людей. На следующий день состоялось заседание Политисполкома ЦК РКП под председательством Чаушеску, на котором было решено силой подавить выступления, при необходимости применяя оружие. Константин Дэскэлеску, как все участники заседания, поддержал это решение.
Однако массовость и ярость демонстраций побудили Елену Чаушеску попытаться найти некий компромисс. После того, как генералы Макри, Нуцэ, Коман не справились с положением, она направила на переговоры с тимишоарскими протестующими фигуры иного плана — Дэскэлеску и Бобу. Дэскэлеску провёл такую встречу в здании жудецкого совета. Среди собеседников премьер-министра были рабочие Сорин Опря, Ион Марку, Иоан Саву — организаторы уличного вооружённого отпора правительственным силам. Контакт не удался: люди, возмущённые кровопролитием, требовали отставки руководства страны.
Несколько раз за время переговоров Дэскэлеску менял позицию. Вначале он вообще отказывался разговаривать с «хулиганами», размахивал кулаками и угрожал расстрелом. Ситуация вновь оказалась на грани столкновения, и только усилиями представителя протестующих Иоана Саву это удалось предотвратить. Убедившись в ином соотношении сил, Дэскулеску сделал резкий поворот: распорядился освободить 150 арестованных и пообещал рассмотреть требование свободных выборов. Однако он не имел полномочий принимать требования, так или иначе сводившиеся к «Долой Чаушеску!» Ему оставалось лишь сидеть «с ничего не выражающим каменным лицом». Узнав о жёсткой позиции Чаушеску, Дэскэлеску прервал переговоры и вернулся в Бухарест без какого-либо результата.

### В Бухаресте
21 декабря 1989 движение охватило столицу Румынии. Чаушеску успел провести последнее совещание, на котором требовал немедленно подавить «беспорядки». Дэскэлеску в очередной раз полностью поддержал генсека.
На следующий день революционная толпа прорвалась в здание ЦК РКП. Находившийся там Дэскэлеску фактически оказался в плену. Последним его актом в качестве премьер-министра стал подписанный по требованию революционеров указ об освобождении всех арестованных участников демонстраций.
Некоторое время в декабре Дэскэлеску рассчитывал вписаться в события и получить пост в новой администрации. Он публично отмежёвывался от павшего режима, называл Чаушеску «беглым убийцей». Однако его кандидатура на какой бы то ни было пост категорически отвергалась массами.

## Суд, приговор, освобождение
В начале 1990 был арестован новыми властями. Как участник заседания Политисполкома, на котором принималось решение открыть огонь по демонстрантам, он был обвинён в геноциде. В ходе следствия обвинение было переквалифицировано на соучастие в убийствах при отягчающих обстоятельствах. Психологическая экспертиза не смогла оценить его интеллектуальных способностей: стресс от политического краха совпал с обострением давних болезней, усугубившихся в заключении — в результате бывший премьер едва был способен к осмысленному разговору.
Судебный Процесс Политисполкома начался в январе 1990. Он делился на два производства: над главными обвиняемыми («группа 4» — Динкэ, Постелнику, Бобу, Мэнеску) и над остальными членами высшего парторгана РКП («группа 21», включая Дэскэлеску). В 1991 Константин Дэскэлеску был приговорён к пожизненному заключению.
Спустя 5 лет был выпущен из тюрьмы по состоянию здоровья. Последние годы прожил в Бухаресте в полной безвестности. Скончался в возрасте почти 80 лет.

## Личная жизнь
Был женат с 1948 года, имел дочь. В чертах его характера знающие люди выделяли осторожность и пассивность, готовность служить любой власти, предоставляющей возможность карьеры, но также — высокомерие, склонность демонстрировать чиновное превосходство над массой.

Он очень быстро забыл, что был рабочим.

Увлекался просмотром кинофильмов, музыкой и пением.